# Pierre Augustin Hullin
Pierre Augustin Hullin (auch Hulin; * 6. September 1758 in Genf; † 9. Januar 1841 in Paris) war ein französischer General.
Hullin kam als Uhrmacherlehrling nach Paris und beteiligte sich am 14. Juli 1789 am Sturm auf die Bastille. Zu dieser Zeit war er Besitzer einer Wäscherei. Es gelang ihm, die Truppen des Königs auf die Seiten der Revolutionäre zu ziehen. Er überzeugte sie, der Menge zur Hilfe zu kommen. Erst dadurch wurde ein Massaker verhindert und das Eindringen in die Bastille ermöglicht. 1794 ging er zur Armee und wurde 1796 Generaladjutant Napoleon Bonapartes. Von 1797 bis 1798 war er Kommandant von Mailand. Er unterstützte Napoleon bei dessen Staatsstreich am 9. November 1799 (18. Brumaire) und wurde 1804 Général de brigade und Kommandeur der Konsulargarde. Hullin führte den Vorsitz der Militärkommission, die am 21. März 1804 den Herzog von Enghien zum Tode verurteilte. Im Dezember 1804 heiratete er Marie Jeanne-Louise Tiersonnier.
1806 war Hullin Kommandant von Berlin. 1807 wurde er zum Général de division befördert und 1808 zum Grafen ernannt. 1812 wurde er Gouverneur von Paris, als General Malet das Gerücht vom Tode des Kaisers streute und einen Aufstand zu initiieren versuchte. Hullin unterdrückte diese Tendenzen und begleitete im März 1814 die Kaiserin Marie-Louise von Österreich nach Blois, unterwarf sich dann aber König Ludwig XVIII.
Während der 100 Tage der Rückkehr Napoleons war er wieder Gouverneur von Paris, wurde aber nach der Rückkehr der Bourbonen, dem angestammten französischen Herrschergeschlecht, des Landes verwiesen. Erst 1819 erhielt er wieder die Erlaubnis zurückzukehren.